# کائورو یومی
کائورو یومی (انگلیسی: Kaoru Yumi) هنرپیشه ژاپنی متولد سال ۱۹۵۰ میلادی است که در فیلم‌های و سریال‌های گوناگونی از جمله میتو کومون ایفای نقش کرده‌است.